# سوریاوانشی (فیلم ۱۹۹۲)
سوریاوانشی (به هندی: Suryavanshi) فیلمی محصول سال ۱۹۹۲ و به کارگردانی راکش کومار است. در این فیلم بازیگرانی همچون سلمان خان، آمریتا سینگ، شبا آکاشدپ، سعید جعفری، سوشما ست، شاکتی کاپور، پانت ایثار، قادرخان ایفای نقش کرده‌اند.